# Geevarghese Mar Dioscoros
Geevarghese Mar Dioscoros (Dioskur, imię świeckie Geevarghese Thevarvelil, ur. 12 października 1926 w Kozhencherry, zm. 23 lipca 1999) – duchowny Malankarskiego Kościoła Ortodoksyjnego, w latach 1981-1999 biskup Thiruvananthapuram.

## Życiorys
W kwietniu 1963 został wyświęcony na diakona. Święcenia kapłańskie przyjął w 1964. W latach 1973–1977 był wikariuszem generalnym diecezji Thumpamon. Sakrę biskupią otrzymał 15 maja 1978 roku z rąk katolikosa Bazylego Mar Thoma Mateusza I. 28 lutego 1981 został mianowany ordynariuszem nowo utworzonej diecezji Thiruvananthapuram. Zmarł 23 lipca 1999. Pochowany został w założonym przez siebie aśramie (pustelni) Św. Trójcy w Ranni.